# Лазар (БТР)
Lazar BVT — сербский миностойкий бронетранспортеp.

## История
Бронемашина BVT 8808-SR MRAP была разработана группой конструкторов и технологов под руководством Н. Милорадовича в 2008 году, официально представлена в январе 2009 года на выставке в Белграде под наименованием «Лазар» (в честь князя Лазаря Хребеляновича, правителя Сербии XIV века) и предложена компанией «Yugoimport» для вооружённых сил Сербии и на экспорт.

## Описание
Бронемашина предназначена для использования для городских и сельских пехотных патрульных и транспортных целях, дополнительное средство, предназначенное для предотвращения воздействия вражеских пехотных подразделений, а также для поддержки более тяжёлых транспортных средств в составе конвоя. Шасси было разработано, как простая модернизация грузовика TAM-150, но в ходе разработки был изменён корпус, введены конфигурации колёс 4×4 и 8×8, добавлена броня и произведены ещё десятки улучшений. Особое внимание было уделено высокой степени ускорения, устойчивости и надёжности во многих типах сред (огонь, снег, лёд, дождь, грязь и так далее). Во время испытаний автомобиль превзошёл все параметры, кроме требования к весу, которое было превышено при полной разгрузке брони и вооружения, хотя в отчёте это объяснялось тем, что дополнительный вес не ухудшал функции автомобиля.
Бронемашина имеет стальной корпус с защитой STANAG уровня III+ в базовой конфигурации, хотя дополнительная многослойная броня, разработанная компанией Jugoimport, обеспечивает модернизацию до защиты брони НАТО STANAG 4569 V+ уровня. В дополнение к двум упомянутым конфигурациям брони, обе могут быть дополнены пакетами ERA для защиты от городских атак ближнего радиуса действия с использованием оружия RPG, а также клеток и других средств защиты от сильного огня. Сама броня может считаться динамической и предназначена только для защиты от переносного оружия пехоты. Баллистическое стекло очень прочное, имеет уровень III спереди и уровень II+ по бокам. Кроме того, специально отформатированный корпус и внутреннее размещение сидений обеспечивает максимальную защиту от устройств IED, противотанковых мин и других наземных взрывных устройств.
V-образный корпус и специальная конструкция трансмиссии обеспечивают превосходную мобильность в грязевых ямах, глубоких траншеях, на ледяных и скользких поверхностях, а также на уклонах не более 50 градусов. Каждое колесо и шина имеют централизованно управляемое давление и создаются таким образом, чтобы они были полезны, даже если шины полностью разрушены (вставки с плоской поверхностью); механизм быстрой блокировки обеспечивает быструю замену. Двигатель мощностью 440 л. с. обеспечивает хорошее ускорение, но низкую скорость по пересечённой местности, а стандартизированная механическая коробка передач обеспечивает прямое управление. Рулевое управление и подвеска в основном гидравлические и имеют механическое резервное копирование. Тормоза имеют двухконтурную пневматику и двухпозиционный выключатель ABS в кабине. Дальность передвижения — 600 км, максимальная скорость составляет 90 км/ч. Конфигурация колеса независима и позволяет преодолевать водные преграды глубиной до 1,5 м и пересекать траншею глубиной 2 м.

### Вооружение
Особенностью Лазаря является то, что система с открытой стороной позволяет внутренним войскам использовать своё личное оружие (40-мм гранатомёты, штурмовые винтовки и так далее), чтобы поражать противника или помогать обнаруживать угрозы в 360-градусной зоне. Конечно, в дополнение к этой открытой концептуальной системе есть множество турелей, башен и других систем оружия в зависимости от бюджета и применения транспортного средства.
Варианты башни:
- 7,62×54 мм пулемёт M86
- либо 30 мм гранатомёт BGA-30 (сербская лицензионная AGS-17)

Варианты турелей:
- 12,7×108 мм пулемёт M87 / M02 / M07 и 7,62×54 мм
- либо пушка 20×110 мм M55 (югославская, в настоящее время сербская разработка, основанная на HS.804)[3] и пулемёт 7,62×54 ммR
- либо 30-мм пушка M86[4] и 7,62×54-мм пулемёт
- либо 2×АТ ракетная система Малютка 2

Все версии оснащены 4×FLIR и оптическими дымовыми пусковыми установками ECM. Существует внутреннее пространство, которое можно использовать для транспортировки систем ПЗРК, более крупных установок пулемётов, всех видов продуктов питания, боеприпасов и других грузов.

## Предлагаемые варианты
- Лазар ШОРАД (ПВО ближнего радиуса действия): зенитная система с 30-мм пушкой M86 и ракетами 9К35 «Стрела-10» (SA-13 Gopher)[5];
- Лазар-скорая помощь: кабина персонала удалена для размещения санитарного отделения;
- Лазар-БМП: боевая машина пехоты с прикреплённой 20-миллиметровой автоматической пушкой и гранатомётом (автоматическая пушка может использоваться в качестве противовоздушной обороны).

## Страны-эксплуатанты
- Ирак — 20 единиц предложены Ираку в 2009 году, однако переговоры были приостановлены.[6]
- Кения — по заказу.[7]
- Сербия — 20 декабря 2018 года вариант «Лазар-3» официально принят на вооружение вооружённых сил Сербии, в этот же день в войска передали партию из шести бронемашин этого типа[8].